# Andrés Cunha
Andrés Ismael Cunha Soca (Montevideo, 8 settembre 1976) è un arbitro di calcio uruguaiano.

## Carriera
Arbitro internazionale della FIFA dal 2013, ha diretto numerose partite di Copa Libertadores (tra cui la finale di ritorno del 2018 a Madrid) e Copa América. Cunha ha altresì arbitrato alcuni incontri del Campionato mondiale di calcio Under-20 2017 in Corea del Sud. Durante le gare internazionali, i suoi assistenti arbitrali sono Nicolás Taran e Mauricio Espinoza. A livello nazionale, Cunha dirige regolarmente le gare della Primera División. Il quotidiano uruguayano lo ha eletto miglior arbitro del campionato nazionale 2014/2015.
Cunha è stato designato per il Campionato mondiale di calcio 2018 in Russia. Nell'incontro tra Francia e Australia del 16 giugno ha assegnato un calcio di rigore dopo aver consultato l'assistente al video dell'arbitro Mauro Vigliano. Il rigore, poi trasformato dal francese Antoine Griezmann, è stato il primo nella storia dei mondiali di calcio ad essere stato assegnato dopo consultazione del VAR. Successivamente, ha diretto una semifinale tra Francia e Belgio.